# Werner Roth (Musikproduzent)
Werner Roth (* 1957) ist ein deutscher Musikproduzent.

## Leben
Roth war viele Jahre als Schlagzeuger in verschiedenen Jazz- und Popformationen tätig. 1976 gewann er einen Preis beim Landesjazzwettbewerb Baden-Württemberg. Er absolvierte bis 1986 ein Tonmeisterstudium (Hauptfach Schlagzeug) an der Hochschule für Musik Detmold.
Seitdem arbeitete er freiberuflich bei verschiedenen Rundfunk- und TV-Sendern, Plattenfirmen wie DG oder UNITEL, sowie im eigenen Tonstudio als Produzent, Toningenieur und Komponist.
Seit vielen Jahren ist er für Produktionen verantwortlich. Im Bereich Klassik z. B. für: Trevor Pinnock, Gidon Kremer, Yo Yo Ma, Helmuth Rilling, WPO Karl Böhm (Mischung), Stuttgarter Philharmoniker, Gerd Albrecht, Sabine Meyer u. v. a. Im Bereich CD-Editing z. B. für: Leonard Bernstein, Carlos Kleiber, James Levine, Giuseppe Sinopoli u. v. a. Im Bereich Rock/Pop z. B. für: Lenny Kravitz, Jamiroquai, Alanis Morissette, M People, Neneh Cherry, Metallica, Tower of Power, Guano Apes, BAP, Die Fantastischen Vier, Joan Armatrading, Spin Doctors, Freundeskreis u. v. a. Im Bereich Jazz z. B. für: David Sanborn, Illinois Jacquet, Aziza Mustafa Zadeh, Glenn Miller Orchestra, Lou Donaldson Quartett, Peter Herbolzheimer, Pete York u. v. a. Im Bereich Film- und TV-Musik (Komposition und Produktion) z. B. für: Die Sendung mit der Maus, Auf den Spuren der Heiligen Hunde, Milestones (Filmtrailer Internationaler Wirtschaftspreis NRW) u. v. a.
1997 berief ihn die Robert Schumann Hochschule Düsseldorf als Professor für Musikproduktion mit dem Schwerpunkt Popularmusik in den Studiengang Ton- und Bildtechnik. Er ist Mitbegründer des Instituts für Musik und Medien.
Am 26. Januar 2021 gab die Robert Schumann Hochschule die Verabschiedung von Prof. Werner Roth in den Ruhestand bekannt.